# Arjun Narasingha K.C.
Arjun Narasingha K.C. (nacido el 27 de septiembre de 1947), también conocido como ANKC, es un político y ex profesor nepalí, que actualmente se desempeña como miembro del Parlamento (MP) de Nuwakot en representación del Partido del Congreso de Nepal. KC ha servido como ministro cinco veces en diferentes gobiernos de coalición con carteras de Educación, Salud, Vivienda y Planificación Física y Desarrollo Urbano. Recientemente se desempeñó como Ministro de Desarrollo Urbano en el Segundo Gabinete de Dahal de 2016 a 2017. KC ha sido elegido miembro de la legislatura nacional un total de cuatro veces por su circunscripción de Nuwakot.
Se ha desempeñado en calidad de Secretario General Adjunto del Congreso Nepalí (NC) y portavoz del partido.

## Primeros años y educación
Arjun Narasingha KC nació el 27 de septiembre de 1950, hijo de Bhagwan Narasingha KC y Yasoda Devi KC en Rautbesi, Nuwakot.
KC tiene una maestría en ciencias políticas de la Universidad Tribhuwan, Katmandú, Nepal.  Antes de dedicarse a la política, fue profesor y director del Departamento de Ciencias Políticas de la Universidad Tribhuvan y también abogado en ejercicio. 
Además, completó una beca en la Universidad Tufts, Fletcher School of Diplomacy, Boston, EE.UU. en Relaciones Internacionales y Toma de Decisiones en Política Exterior en 1982.

## Carrera política
Por instrucciones de los altos líderes del Congreso, KC se presentó como candidato y ganó un escaño en las elecciones del Rastriya Panchayat de 1981, compitiendo como independiente.

### Ministro de Salud y Población (1995 - 1997)
En 1996, KC jugó un papel fundamental en la reforma del sistema de salud nepalí, cuyo objetivo era trasladar el excedente de médicos de las áreas urbanas a las regiones montañosas y terai, con escasez de personal.  Introdujo fuertes incentivos, promociones más rápidas y aumentó las prestaciones y las oportunidades de capacitación para quienes trabajaban en regiones marginadas de Nepal. Además, una aplicación más estricta de los criterios de ascenso y una limitación del "kaaj", el resquicio legal frecuentemente utilizado por el cual un médico destinado en las montañas podía organizar su regreso a la ciudad en un traslado temporal pero indefinido. La nueva legislación restringió esta práctica a un mes al año.

KC (tercero desde la izquierda), en una reunión del partido NC con el ex primer ministro GP Koirala (tercero desde la derecha)

### Ministro de Educación (1998-1999)
KC fue nombrado nuevamente Ministro de Educación, en el Segundo Gabinete de GP Koirala .   KC hizo avanzar significativamente el reconocimiento de las cualificaciones educativas nepalesas al facilitar acuerdos con países extranjeros para garantizar la equivalencia de los títulos nepaleses para la educación superior internacional. Sus esfuerzos permitieron a los estudiantes nepaleses continuar sus estudios en el extranjero de manera más efectiva, superando desafíos anteriores donde los títulos nepaleses a menudo se consideraban obsoletos o no reconocidos para fines académicos extranjeros. 

### Papel durante la Revolución de 2006

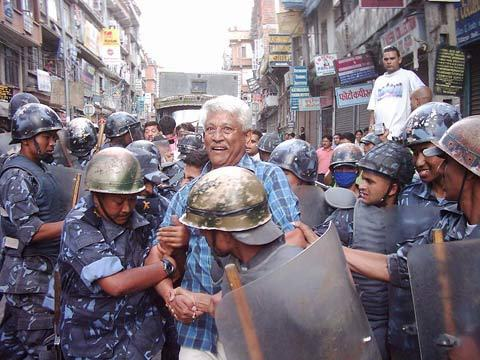
El ex rey Gyanendra arrestó a líderes prominentes como KC durante el Movimiento Popular de 2006.

KC fue el coordinador del Valle de Katmandú en representación de NC en la Alianza de Siete Partidos para el Movimiento Popular contra el gobierno directo del ex rey Gyanendra.   El 16 de febrero de 2005, la policía nepalí arrestó a KC en la oficina del partido en Sanepa por primera vez desde que el rey decretó el estado de emergencia y prohibió las protestas, detuvo a dirigentes clave del partido y suspendió los derechos fundamentales. 
KC pasó tres meses en la cárcel antes de ser liberado y fue arrestado nuevamente una semana después mientras asistía a una reunión del partido en Banke, Nepal.  KC fue designado como Secretario General Adjunto por GP Koirala después de la 11ª Convención General del Congreso Nepalés, que se celebró en Katmandú en agosto de 2005. 

### Ministro de Desarrollo Urbano (2016-2017)
Durante su período en el Ministerio de Desarrollo Urbano, KC desempeñó un papel importante en la promoción de los objetivos de desarrollo sostenible al formular el programa fiscal para el próximo año. El 23 de abril de 2017, KC instituyó el Programa de Vivienda Popular con el objetivo de proporcionar 25.000 viviendas a las comunidades desfavorecidas fuera del valle. 
Además, el 26 de abril de 2017, KC dio el visto bueno final para comenzar la construcción de la carretera de circunvalación exterior en Katmandú para hacer la urbanización más sistemática. La carretera propuesta de 71,93 kilómetros estuvo postergada durante más de 13 años debido a luchas políticas internas y corrupción. La primera fase de la construcción de la carretera de circunvalación exterior comenzará a lo largo de 6,6 km del tramo Chobhar-Gamcha-Satungal a partir del próximo fiscal y cubrirá aproximadamente 8.000 ropanis de terreno pertenecientes a más de 14.000 propietarios. De la longitud total de la carretera de circunvalación, Katmandú, Lalitpur y Bhaktapur tendrán una cobertura de 35,08 km, 15,80 km y 21,05 km respectivamente. 

### Actividades actuales
En las elecciones generales de 2022, KC ganó Nuwakot-2 como candidato del Congreso nepalí, consiguiendo 28.107 votos para derrotar al candidato del Partido Rastriya Swatantra, Suman Bikram Pandey, por un margen de más de 11.000 votos. KC actualmente forma parte del Comité de Cuentas Públicas (PAC) de la Cámara de Representantes. Mientras el comité esperaba una elección formal de presidente en 2023, KC, al ser el miembro de mayor rango, presidió las reuniones en calidad de interino.

## Vida personal
KC tiene 6 hermanos y 3 hermanas. Tiene cinco hijos, incluidas cuatro hijas y un hijo. Su segunda hija mayor, Anjana KC Thapa, se casó con el popular líder juvenil y ex ministro de Salud Gagan Thapa. 